# Gebirgsfilander

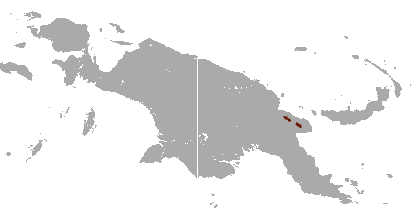
Verbreitungskarte von Thylogale lanatus

Der Gebirgsfilander (Thylogale lanatus) ist eine Känguruart aus der Gattung der Filander (Thylogale). Bis vor kurzem galt sie als Unterart des Neuguinea-Filanders.
Der Gebirgsfilander ist ein kleiner, aber stämmig gebauter Vertreter der Kängurus. Die Hinterbeine sind groß und kräftig, die Vorderbeine hingegen deutlich kürzer. Ihr Fell ist an der Oberseite braun gefärbt, die Unterseite ist heller.
Diese Kängurus kommen ausschließlich auf der Huon-Halbinsel im östlichen Neuguinea (Provinz Morobe) vor. Ihr Lebensraum sind Bergwälder und Grasländer in einer Höhe von 3000 bis 3800 Metern. Über ihre Lebensweise ist kaum etwas bekannt, wie alle Filander dürften sie vorwiegend nachtaktiv sein und eher einzelgängerisch leben. Ihre Nahrung besteht aus Gräsern, Kräutern und Blättern.
Der Gebirgsfilander zählt zu den bedrohten Arten. Die Art kommt in zwei getrennten Gebieten mit insgesamt weniger als 5000 km² Fläche vor, die Bestände werden weiterhin durch die Bejagung dezimiert. Die IUCN listet die Art als „stark gefährdet“ (endangered).